# 학적보유자 귀휴
학적보유자 귀휴(學籍保有者歸休)는 1956년 11월 1일부터 1963년까지 존재하던 대한민국의 병역 제도로, 학교를 휴학하고 입대한 자를 대상으로 일정 기간 동안 현역 복무 후 귀휴 조치가 된 다음 복학하면 예비역으로 편입하도록 한 귀휴병 제도 중 하나이다. 이 제도의 대상자는 대학교의 학적을 보유하고 있는 현역병 복무자였으며, 이 제도의 대상이 된 복무자는 학적보유병(學籍保有兵)으로 불렀다. 줄여서 학보병(學保兵)으로 불렀다.

## 역사
- 1956년 11월 1일: 현역병으로 복무중인 자 중에서 학교를 휴학하고 군에 입대한 자인 학적보유자를 1년 6개월 동안 복무한 자를 대상으로 귀휴를 실시하기 시작.(1955년 4월 1일 이후의 학적보유 현역병에게도 소급 적용)
- 1963년: 학적보유 귀휴제도 폐지

## 복무
1957년 병역법 제6조에 의하면 육군과 해병대는 2년, 해군과 공군의 복무기간은 3년이었으나, 실제로 당시의 일반 육군 현역병 복무자의 군복무기간은 해군과 공군과 동일한 36개월(3년)이었다.
학적보유자의 귀휴는 1957년 병역법 제7조 제1항 규정에 의한 대학생으로 이는 같은 법 시행령 제15조에 의한 대학 학적을 보유하고 있는 자로, 학과별 학년별 정원내의 대학생을 대상으로 하였다. 법에 따른 대학에 재학중인 학생 중 현역병으로 징집된 자의 재영기간은 1년이었지만 대학 학적을 보유한 복무자들은 18개월(1년 6개월) 동안 군복무를 하면 귀휴조치가 되었다. 이 귀휴조치가 된 날로부터 6개월 이내에 복학을 하면 예비역으로 편입되었으며, 또한 6개월 이내에 복학을 하지 않은 경우에는 소집되어 일반 현역병과 동일한 복무기간으로 복무해야 하였고, 귀휴조치 이전에 복무한 기간은 복무기간에 산입되었다.
| 구분             | 구분             | 귀휴 비대상자 복무기간 | 귀휴 비대상자 복무기간 | 귀휴 비대상자 복무기간 | 학적보유 귀휴대상자 복무기간 (군종 여부 불문) |
| 구분             | 구분             | 육군                   | 해군                   | 공군                   | 학적보유 귀휴대상자 복무기간 (군종 여부 불문) |
| ---------------- | ---------------- | ---------------------- | ---------------------- | ---------------------- | --- |
| 연도             | 1955년 ~ 1958년  | 3년                    | 3년                    | 3년                    | 1년 6개월 |
| 연도             | 1959년 ~ 1961년  | 2년 9개월              | 3년                    | 3년                    | 1년 6개월 |
| 연도             | 1962년 ~ 1963년  | 2년 6개월              | 3년                    | 3년                    | 1년 6개월 |
| 복무만료 시 계급 | 복무만료 시 계급 | 상등병                 | 상등병                 | 상등병                 | 일등병 |
| 비고             | 비고             |                        |                        |                        | - 귀휴조치 시점으로부터 6개월 이내에 복교시 예비역 편입 - 귀휴조치 시점으로부터 6개월 이내에 복교하지 않은 경우에는 재복무. 이 경우 귀휴조치가 되기 전에 군복무한 기간이 인정되어 비대상자 복무기간의 남은 복무기간과 동일. |

## 같이 보기
- 대한민국의 병역 제도
- 귀휴병
- 정교사 귀휴
- 최영오 일병 사건